# Єлена Барамова
Єлена Барамова — болгарська оперна співачка (сопрано). Закінчила Національну музичну академію (Софія)
| Гітара | Це незавершена стаття про співачку. Ви можете допомогти проєкту, виправивши або дописавши її. |